# Falk Hoffmann
Falk Hoffmann (Alemania, 29 de agosto de 1952) es un clavadista o saltador de trampolín alemán especializado en trampolín de 3 metros y plataforma de 10 metros, donde consiguió ser subcampeón mundial en 1978.

## Carrera deportiva
- En el Campeonato Mundial de Natación de 1973 celebrado en Belgrado (Yugoslavia), ganó la medalla de bronce en la plataforma de 10 metros, con una puntuación de 492 puntos, tras el italiano Klaus Dibiasi (oro con 559 puntos) y el estadounidense Keith Russell  (plata con 523).

- Cinco años después, en el Campeonato Mundial de Natación de 1978 celebrado en Berlín ganó la plata en el trampolín de 3 metros, tras el estadounidense Phil Boggs y por delante del italiano Giorgio Cagnotto; y también ganó la plata en la plataforma de 10 metros con 836 puntos, tras el estadounidense Greg Louganis.